# Арморика

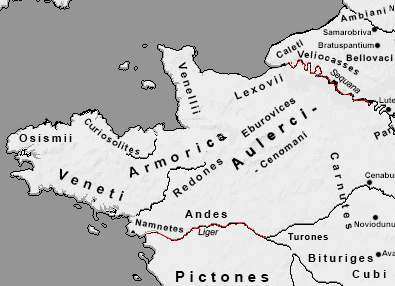
Арморика у часи Римської імперії. Сена і Луара позначені червоним

Арморика (лат. Armorica, лат. Aremorica) — історична область на північному заході сучасної Франції.
Часто назву «Арморика» вживають як синонім назви «Бретань».
Арморика, що існувала за античності й була складовою Галлії, розташовувалася на узбережжі Атлантики між гирлами річок Сени і Луари, охоплюючи всю сучасну Бретань, і простягалася на невизначену відстань углиб материка. Найвідомішими на території Арморики є сліди неолітичних цивілізацій — численні мегалітичні споруди — кромлехи, дольмени, менгіри, кургани, які датуються часом 4000 — 2000 роками до н. е. Хоча цілком ймовірно, що окремі споруди були створені ще 5000 років до н. е. Про походження людей, які створили перші неолітичні цивілізації та мегалітичні культури ведуться суперечки. Існує точка зору, висловлена Томасом Роллестоном, що перші землероби Європи і творці мегалітичних споруд заселили Західну Європу з Північної Африки. Інші науковці дотримуються точки зору, що перші неолітичні землероби Європи заселили Європу, мігруючи з Малої Азії і змішуючись із місцевим мисливським населенням.
Топонім «Арморика» походить від галльської фрази are-mori («на морі») і суфіксу -ika, що використовувався для географічних назв. Спершу термін тлумачився значно ширше, ніж тепер, себто охоплюючи всю Нормандію і навіть усе атлантичне узбережжя сучасної Франції.
Пліній Старший у своїй «Природній історії» стверджує, що Арморика — це стара назва Аквітанії, відтак її південні окреси проходять Піренеями. Він також перераховує кельтські племена, які проживали в Армориці. Два з них, едуї та карнутени, уклали союзний договір із Римом, решта — були відносно незалежними.
Діодор Сицилійський розповідає, що Арморика мала тісні торговельні відносини з Британією.